# フレスポ恵み野

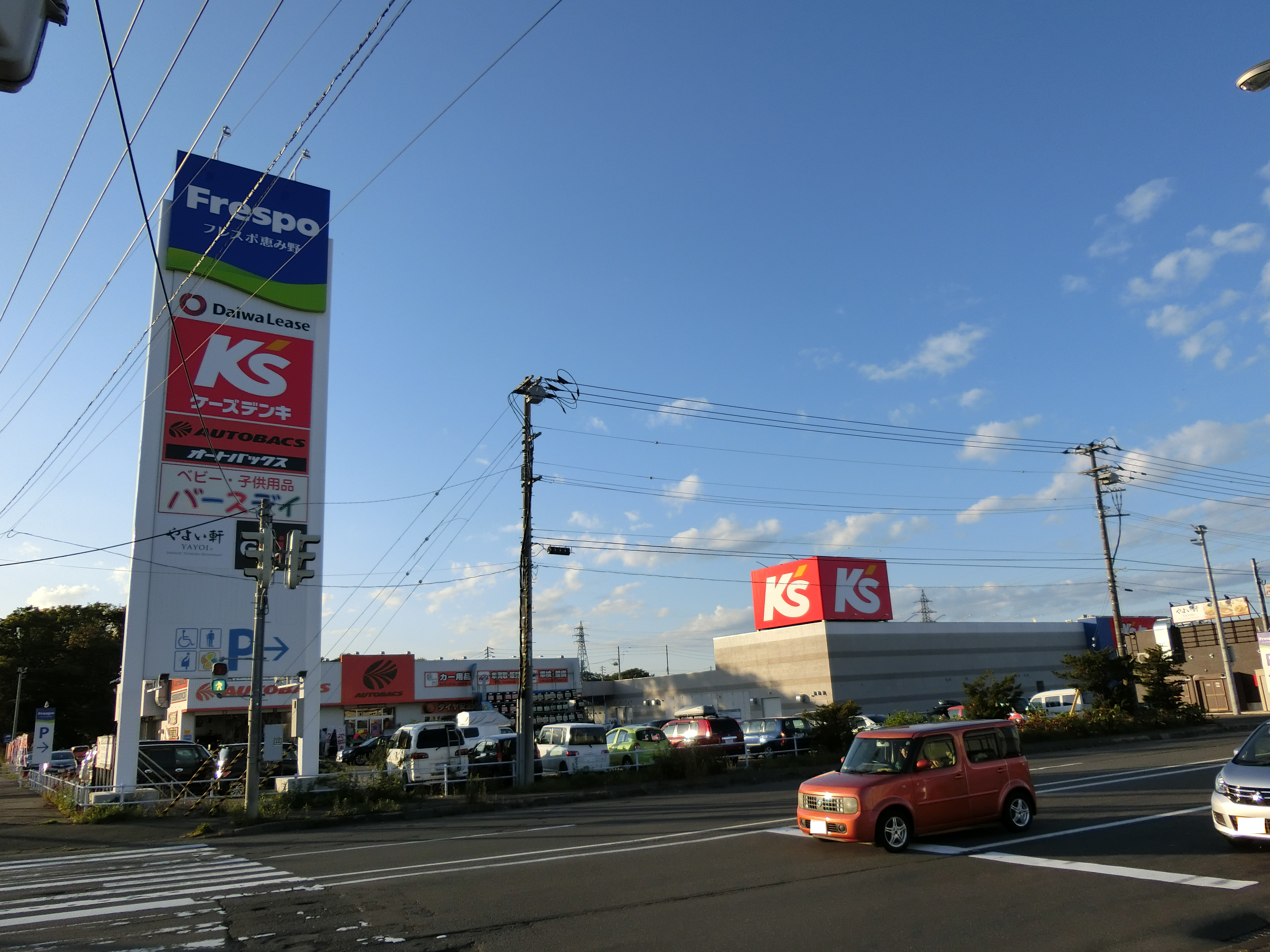
サウスエリア（2017年9月）

フレスポ恵み野（フレスポめぐみの）は、北海道恵庭市にあるショッピングセンター。

## 概要
大和リースがデベロッパーとなり、「恵み野駅西口周辺開発事業」に伴って用地を取得した。恵庭市が「ガーデニングのまち」であることから「地元とともに成長していくガーデン」をコンセプトに地元住民も協力してデザイン考案し、モール棟前に季節の花や野菜を植えた1,500 m2のガーデンスペースを設けている。
大和リースと恵庭市の特定非営利活動法人（NPO法人）「えにわ市民プラザ・アイル」が協働し、社会を取り巻く課題の解決と地域コミュニティの活性化を目的としたNPO法人「まちづくりスポット恵み野」を2015年10月に設立し、活動拠点をフレスポ恵み野モール棟内の交流スペース「まちスポ恵み野」で活動している。
DCMホーマック恵庭店（現：DCM恵庭店）とオートバックス恵庭店は恵庭市内の恵央町にある複合商業エリアから恵み野里美のフレスポ恵み野に移転オープンした。
2016年5月25日に昭和フロント主催の「第47回ストアフロントコンクール」において、フレスポ恵み野がグランプリに選ばれる。

## 沿革
- 2015年2月 - ケーズデンキ恵庭店 先行オープン[12]
- 2015年3月 - DCMホーマック恵庭店（現：DCM恵庭店） 先行移転オープン[9]
- 2015年4月 - フレスポ恵み野が開業、ダイイチ恵み野店やモール内店舗も同時オープン[13][14]
- 2015年10月 - オートバックス恵庭店 移転オープン[10]
- 2016年7月 - バースデイフレスポ恵み野店オープン
- 2016年12月 - やよい軒フレスポ恵み野店オープン
- 2022年10月 - ドミノ・ピザ フレスポ恵み野店オープン

## テナント
ノースエリア
- DCM
- ダイイチ（セブン&アイグループ）
- モール棟1
  - ABC-MART
  - サッポロドラッグストアー
  - ザ・ダイソー
  - ハニーズ
  - メガネサロンルック
- モール棟2
  - 交流スペース まちスポ恵み野

サウスエリア
- バースデイ
- ケーズデンキ（デンコードー運営[5]）
- オートバックス
- やよい軒
- Birra Ristorante GAJA
- ドミノ・ピザ

## アクセス
国道36号（恵庭バイパス）「西島松交差点」を江別・島松方向に曲がった北海道道46号江別恵庭線沿いに位置している。
鉄道
- JR千歳線恵み野駅西口より徒歩約5分。

バス
- えにわコミュニティバス（ecoバス）循環A・Bコースのバス停留所『フレスポ恵み野』下車。

## 周辺施設
- セブン-イレブン恵庭恵み野里美店
- ツルハドラッグ恵み野里美店
- ホンダカーズ札幌中央 恵庭店
- ENEOS恵庭バイパスTS
- セントラルフィットネスクラブ24恵み野